# Hovkapell
Hovkapell kallades en orkester (ett musikkapell) i kunglig eller furstlig tjänst. Hovkapellet leddes av en hovkapellmästare.
Dessa ensembler spelade en avgörande roll för all konstnärlig, icke-kyrklig musikutveckling i Europa från 1400-talet fram till upplysningstiden. Efter hand minskades furstehovens betydelse inom kulturen i och med att borgarståndet blev mer framträdande.